# يوهان كريستوف ويلكى
يوهان كريستوف ويلكى: (بالسويدية: Johan Carl Wilcke)‏ (و. 1732 – 1796 م) هو فيزيائي، وأستاذ جامعي من السويد . ولد في ويسمار.
وكان عضواً في الجمعية الملكية، والأكاديمية الملكية السويدية للعلوم .
توفي في ستوكهولم ، عن عمر يناهز 64 عاماً.

## التعليم
تعلم في جامعة أوبسالا

## جوائز
حصل على جوائز منها:
- زمالة الجمعية الملكية.